# Resolución 224 del Consejo de Seguridad de las Naciones Unidas
La resolución 224 del Consejo de Seguridad de las Naciones Unidas, adoptada por unanimidad el 14 de octubre de 1966, después de examinar la solicitud de Botsuana para la membresía en las Naciones Unidas, el Consejo recomendó a la Asamblea General que Botsuana fuese admitida.